# Lucien Démanet
Georges Lucien Démanet (ur. 6 grudnia 1874 w Limont-Fontaine, zm. 20 czerwca 1943) – francuski gimnastyk, dwukrotny medalista olimpijski.
W 1900 r. reprezentował barwy Francji na rozegranych w Paryżu letnich igrzyskach olimpijskich, podczas których zdobył brązowy medal w konkurencji wieloboju indywidualnego. W 1905 r. zdobył w Bordeaux trzy medale mistrzostw świata: złoty (w wieloboju drużynowym) oraz dwa brązowe (w wieloboju indywidualnie i ćwiczeniach na drążku). W 1920 r. w Antwerpii zdobył drugi w karierze medal olimpijski, brązowy – w wieloboju drużynowym.